# Ali ben Abdallah Er-Riffi
Ali ben Abdallah Er-Riffi (? - 1713), est un chef militaire et pacha de Tanger entre 1684 et 1713. 
Il était le cousin de Amar ben Haddou al Bouttoui, premier commandant de la Jaysh Rifi, un corps de l'armée chérifienne fondé par Moulay Ismail afin de lutter contre la présence européenne sur le littoral du Nord-Ouest marocain. Comme Amar ben Haddou, Ali était un rifain originaire des Temsamane.
Il est notamment connu pour avoir commandé la Jaysh Rifi lors du siège de Tanger et de Larache, se terminant par la prise de ces deux villes, et a également commandé l'armée marocaine au siège de Ceuta,. Après le départ des Anglais de Tanger en 1684, Ali Er-Riffi devient pacha de la ville puis en renforce ses systèmes défensifs.